# Madeleine Tress
Madeleine Tress (Brooklyn, Nueva York, 1932 - 26 de septiembre de 2009) fue una abogada laboralista estadounidense, activista por los derechos LGBT y escritora de memorias que trabajó en Washington D. C. y San Francisco. Perdió su trabajo en el gobierno de Estados Unidos en la década de 1950 como resultado directo del terror lila.

## Trayectoria
Tress nació en Brooklyn, Nueva York, en 1932 en una familia judía.Se graduó en la Universidad de Georgetown y también obtuvo títulos de la Escuela de Economía de Londres, la Universidad de Nueva York y la UC Berkeley. Tress vivió durante décadas con su pareja, la profesora Jan Sibley, a quien conoció en 1962. Es hermana del fotógrafo Arthur Tress. Falleció el 26 de septiembre de 2009.
En la década de 1950, Tress trabajó como economista empresarial para el Departamento de Comercio en Washington D. C. En 1958, fue interrogada por el gobierno de Estados Unidos por ser lesbiana mientras trabajaba como funcionaria pública. Tras perder su empleo en el Departamento de Estado debido al terror lila, Tress comenzó a trabajar como abogada.
Tress desarrolló una larga carrera como abogada y dirigió su propio bufete en la ciudad de San Francisco. John Wahl, el albacea de la herencia de Harvey Milk, fue su mentor legal. Tress también defendió un caso sobre discriminación laboral ante el Tribunal Supremo.
En la década de 1980 fue propietaria de un negocio en San Francisco especializado en artículos para gatos llamada Wholly Cats.En este período también fue vicepresidenta ejecutiva de la aseguradora Fireman's Fund.
En 1998, Tress escribió una carta al editor del San Francisco Examiner argumentando que el presidente Bill Clinton debería dimitir como resultado del escándalo Lewinsky. Escribió que debería renunciar después de dar un "enérgico discurso sobre el Estado de la Unión, ofrecer una disculpa a su esposa e hija (aunque sólo fuera por su estupidez al haberle tendido una trampa) y entregar las riendas al vicepresidente Al Gore".

## Activismo político
Tress residió durante mucho tiempo en San Francisco y fue muy activa cívicamente en favor de una variedad de cuestiones de derechos civiles. Tress fue un veterana activista por los derechos de los homosexuales. Sus artículos se encuentran en los Archivos Nacionales de Gays y Lesbianas de ONE y en la Universidad del Sur de California. Materiales adicionales relacionados con el activismo de Tress están disponibles en la Biblioteca Pública de San Francisco como parte de los artículos de Len Evans.

### Participación en marchas LGBT
Tress y su pareja Jan Sibley asistieron a marchas LGBT en San Francisco anualmente desde 1983. También asistieron a la Marcha sobre Washington por la Igualdad de Derechos y la Liberación de Lesbianas, Gays y Bisexuales de 1993. En Rainbows on My Ceiling, documentó su participación en esta marcha escribiendo: "A los gays se les acababa de excluir del ejército. Cammemeyer fue expulsada del ejército por ser lesbiana y miles de hombres gays estaban muriendo de Sida... era el momento adecuado para decirle a Washington cómo nos sentimos".

## Publicaciones

### Rainbows on My Ceiling

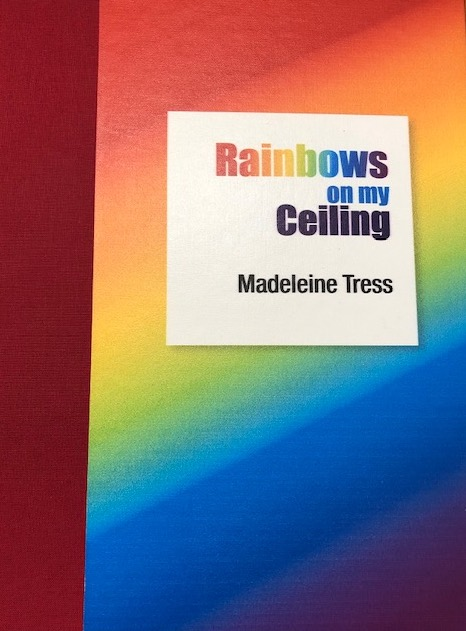
Rainbows on my ceiling de Tress.

En 2006, Tress autopublicó unas memorias tituladas Rainbows on My Ceiling, con la esperanza de que su historia tuviera un público más amplio, ya que en el libro escribió: "Yo... quiero que mi libro sea seleccionado por Oprah". En el libro documenta su infancia, así como su activismo en el movimiento por los derechos de los homosexuales.También incluye información sobre su relación de larga duración con su pareja Sibley. Tress donó una copia de este libro a la Biblioteca Pública de San Francisco. En estas memorias, escribió extensamente sobre su vida con Sibley tras la muerte de ésta.

### Jewish philanthropy
Tress escribió sobre la filantropía judía. Su trabajo fue publicado en un ensayo de 1991 titulado "Tradition and Transition in Jewish Women's Philanthropy".

### Halakha, Zionism, and Gender: The Case of Gush Emunim
En 1994, Tress publicó un artículo sobre el judaísmo titulado "Halakha, Zionism, and Gender: The Case of Gush Emunim" que apareció en el libro Identity Politics & Women: cultural Reassertions and Feminisms in International Perspective. El libro fue editado por Valentine Moghadam.

## Representación en los medios
En la película The Lavender Scare de 2017, la actriz Cynthia Nixon dio vida al personaje de Tress. En el documental Pride de 2021, Tress fue interpretada por la actriz Alia Shawkat.